# 北原年清
北原 年清(きたはら としきよ、安政5年(1858年)-没年不詳)は明治時代の浮世絵師、画家。

## 来歴
北遊斎一鵞及び月岡芳年の門人。父は北原一郎といい、安政5年にその長男として信濃国飯田の伝馬町1丁目（現・長野県飯田市）に生まれる。幼名は秀次郎、後に秀司と称す。幼児期に一鵞の門人となり、一秀と号す。その後、壮年時に大蘇芳年の門下となり、心斎、年清と号して専ら肖像画を研究した。明治23年(1890年)頃の縮緬本の挿絵がみられる。明治31年(1898年)に建立された月岡芳年翁之碑には芳年門人の一人として「年清」の名がある。明治32年(1899年)、イギリス東洋艦隊の招聘に応じて清国に渡航、各地を漫遊して三年後、日本に帰国する。明治42年(1909年)10月1日には墓参のため故郷飯田に滞在、上郷(かみさと)村の親戚北原貞一郎宅に二週間滞在、有志らの揮毫に応じていた。また同年10月10日には木下清吉の家を所有していた。

## 作品
- 『大日本昔話内 一号 カチカチ山』 縮緬本(22頁) ※「北原年清画図」の落款、フランス語版、龍意寿萬、羅波意土美書、太平版、明治23年頃
- 『大日本昔話内 貳号 頼光鬼退治(大江山)』 縮緬本(22頁) ※「北原年清画図」の落款、フランス語版、龍意寿萬、羅波意土美書、太平版